# 萬博斯區
6°27′08″S 78°57′37″W / 6.4521°S 78.9602°W
萬博斯區（西班牙語：Distrito de Huambos），是秘魯的一個區，位於該國北部卡哈馬卡大區的喬塔省，面積240.7平方公里，海拔高度2,276米，2005年人口9,708，人口密度每平方公里40人。